# Cerberilla albopunctata
Cerberilla albopunctata is een slakkensoort uit de familie van de Aeolidiidae. De wetenschappelijke naam van de soort is voor het eerst geldig gepubliceerd in 1976 door Baba.